# District de Lodève
Le district de Lodève était une division territoriale française du département de l'Hérault de 1790 à 1795. 

## Histoire
Le district de Lodève est créé en 1790. Par la loi du 28 pluviôse an VIII (17 février 1800), le district est remplacé par l'arrondissement de Lodève.

## Composition
Il était composé de 13 cantons (dont sept aujourd'hui disparus) : 
- Le Caylar,
- Clermont-Lodève,
- Gignac,
- Lodève,
- Lunas,
- Aniane,
- Aspiran,  (aujourd'hui disparu)
- Montpeyroux,  (aujourd'hui disparu)
- Octon,  (aujourd'hui disparu)
- Saint-André-de-Sangonis,  (aujourd'hui disparu)
- Saint-Jean-de-la-Blaquière,  (aujourd'hui disparu)
- Saint-Pargoire,  (aujourd'hui disparu)
- Soubès,  (aujourd'hui disparu).

## Sources
- Paroisses et communes de France - Hérault, CNRS (1989)  (ISBN 2-222-04293-3)